# كهف هيناغدانان
كهف هيناغدانان هو كهف في بلدية داويس في جزيرة بانغلاو، في مقاطعة بوهول، في الفلبين. إنهُ كهف مضاء بشكل طبيعي ويضم بحيرة عميقة والعديد من النوازل والصواعد الكبيرة.
الكهف مُضاء بأشعة الشمس التي تتسرب إليه من خلال الفتحات الموجودة في السقف.البحيرة تحت الأرض هي بقعة سباحة شهيرة، ولكن من المعروف أنها تحتوي مستويات عالية من الملوثات المختلفة ، حيث تُغذى عن طريق الجريان السطحي للأرض.